# Heteropterinae
Los heteropterinos (Heteropterinae) son una subfamilia de lepidópteros ditrisios de la familia Hesperiidae. Las orugas se alimentas de hierbas de la familia de las poáceas. Incluye 16 géneros y 170 especies distribuidas en África tropical, Paleártico y Neotrópico (100 especies).

## Características
Son de pequeño tamaño, de unos 30-40 mm de envergadura, cuerpo esbelto y alas comparativamente anchas. La cabeza y el tórax son menos anchos que en otros hespéridos. El abdomen es más estrecho y generalmente más largo que las alas posteriores. Dos caracteres distintivos, aunque poco evidentes a simple vista, son los palpos labiales alargados y pelosos así como la ausencia o la fuerte reducción de la epífisis en la tibia de las patas anteriores. Las alas tienen generalmente la cara superior de color castaño oscuro con manchas crema o anaranjadas. La cara inferior reproduce el mismo dibujo, con las manchas de un color más claro. En reposo, al tomar el sol, mantienen las alas abiertas unos 45 grados.

## Géneros
- Apostictopterus
- Argopteron
- Barca
- Butleria
- Carterocephalus
- Dalla
- Dardarina
- Freemania
- Heteropterus
- Hovala
- Lepella
- Leptalina
- Metisella
- Piruna
- Tsitana